# Craig Mills
Craig Mills (né le 27 août 1976 à Toronto, dans la province de l'Ontario au Canada) est un joueur professionnel canadien de hockey sur glace. Il évolue au poste d'attaquant.

## Biographie

### Carrière en club
En 1993, il commence sa carrière junior avec les Bulls de Belleville de la Ligue de hockey de l'Ontario. Il est choisi au cours du Repêchage d'entrée dans la LNH 1994 par les Jets de Winnipeg au cinquième tour en cent-huitième position. Il passe professionnel en 1995 avec les Jets de Winnipeg dans la LNH. Dans la LNH, il a aussi porté les couleurs des Blackhawks de Chicago. Il a évolué dans deux ligues mineures la Ligue internationale de hockey et la Ligue américaine de hockey. Il part en Europe en 2004. Il met un terme à sa carrière en 2006 après une saison avec les Brûleurs de loups de Grenoble.

### Carrière internationale
Il représente le Canada en sélections jeunes.

## Trophées et honneurs personnels
- Ligue de hockey de l'Ontario
  - 1996 : remporte le trophée Dan-Snyder.
- Ligue canadienne de hockey
  - 1996 : récipiendaire du prix de la plus grande contribution pour la communauté.

## Statistiques

### En club
| Saison     | Équipe                    | Ligue        |    | Saison régulière | Saison régulière | Saison régulière | Saison régulière | Saison régulière |   | Séries éliminatoires | Séries éliminatoires | Séries éliminatoires | Séries éliminatoires | Séries éliminatoires |
| Saison     | Équipe                    | Ligue        | PJ | B                | A                | Pts              | Pun              | PJ               | B | A                    | Pts                  | Pun                  |                      |                      |
| 1993-1994  | Bulls de Belleville       | LHO          | 63 | 15               | 18               | 33               | 88               | 12               | 2 | 1                    | 3                    | 11                   |                      |                      |
| 1994-1995  | Bulls de Belleville       | LHO          | 62 | 39               | 41               | 80               | 104              | 13               | 7 | 9                    | 16                   | 8                    |                      |                      |
| 1995-1996  | Bulls de Belleville       | LHO          | 48 | 10               | 19               | 29               | 113              | 14               | 4 | 5                    | 9                    | 32                   |                      |                      |
| 1995-1996  | Jets de Winnipeg          | LNH          | 4  | 0                | 2                | 2                | 0                | 1                | 0 | 0                    | 0                    | 0                    |                      |                      |
| 1995-1996  | Falcons de Springfield    | LAH          | -  | -                | -                | -                | -                | 2                | 0 | 0                    | 0                    | 0                    |                      |                      |
| 1996-1997  | Ice d'Indianapolis        | LIH          | 80 | 12               | 7                | 19               | 199              | 4                | 0 | 0                    | 0                    | 4                    |                      |                      |
| 1997-1998  | Ice d'Indianapolis        | LIH          | 42 | 8                | 11               | 19               | 119              | 5                | 0 | 0                    | 0                    | 27                   |                      |                      |
| 1997-1998  | Blackhawks de Chicago     | LNH          | 20 | 0                | 3                | 3                | 34               | -                | - | -                    | -                    | -                    |                      |                      |
| 1998-1999  | Wolves de Chicago         | LIH          | 5  | 0                | 0                | 0                | 14               | -                | - | -                    | -                    | -                    |                      |                      |
| 1998-1999  | Ice d'Indianapolis        | LIH          | 12 | 2                | 3                | 5                | 14               | 6                | 1 | 0                    | 1                    | 5                    |                      |                      |
| 1998-1999  | Pirates de Portland       | LAH          | 48 | 7                | 11               | 18               | 59               | -                | - | -                    | -                    | -                    |                      |                      |
| 1998-1999  | Blackhawks de Chicago     | LNH          | 7  | 0                | 0                | 0                | 2                | -                | - | -                    | -                    | -                    |                      |                      |
| 1999-2000  | Falcons de Springfield    | LAH          | 78 | 10               | 13               | 23               | 151              | 5                | 2 | 1                    | 3                    | 6                    |                      |                      |
| 2000-2001  | Falcons de Springfield    | LAH          | 64 | 8                | 5                | 13               | 131              | -                | - | -                    | -                    | -                    |                      |                      |
| 2001-2002  | Maple Leafs de Saint-Jean | LAH          | 74 | 10               | 21               | 31               | 137              | 11               | 3 | 3                    | 6                    | 22                   |                      |                      |
| 2002-2003  | Maple Leafs de Saint-Jean | LAH          | 65 | 10               | 16               | 26               | 121              | -                | - | -                    | -                    | -                    |                      |                      |
| 2004-2005  | Lokomotiv Iaroslavl       | Superliga    | 1  | 0                | 0                | 0                | 12               | -                | - | -                    | -                    | -                    |                      |                      |
| 2004-2005  | Nybro Vikings IF          | Allsvenskan  | 22 | 6                | 4                | 10               | 45               | -                | - | -                    | -                    | -                    |                      |                      |
| 2005-2006  | Grenoble                  | Ligue Magnus | 25 | 9                | 8                | 17               | 67               | 7                | 3 | 0                    | 3                    | 10                   |                      |                      |
| 2005-2006  | Grenoble                  | CdF          | 2  | 0                | 2                | 2                | 14               | -                | - | -                    | -                    | -                    |                      |                      |
| 2005-2006  | Grenoble                  | CC           | 6  | 0                | 2                | 2                | 0                | -                | - | -                    | -                    | -                    |                      |                      |
| Totaux LNH | Totaux LNH                | Totaux LNH   | 31 | 0                | 5                | 5                | 36               | 1                | 0 | 0                    | 0                    | 0                    |                      |                      |

### En équipe nationale
| Année | Compétition                 |   | PJ | B | A | Pts | Pun           |  | Résultat |
| 1996  | Championnat du monde junior | 6 | 0  | 0 | 0 | 4   | Médaille d'or |  |          |